# Елизабет Перкинс
Елизабет Писперикос (енгл. Elizabeth Pisperikos; Квинс, 18. новембар 1960), позната као Елизабет Перкинс (енгл. Elizabeth Perkins), америчка је филмска и ТВ глумица.